# RasenBallsport Leipzig
El RasenBallsport Leipzig, més conegut com a RB Leipzig, és un club de futbol alemany de la ciutat de Leipzig, Saxònia.

## Història

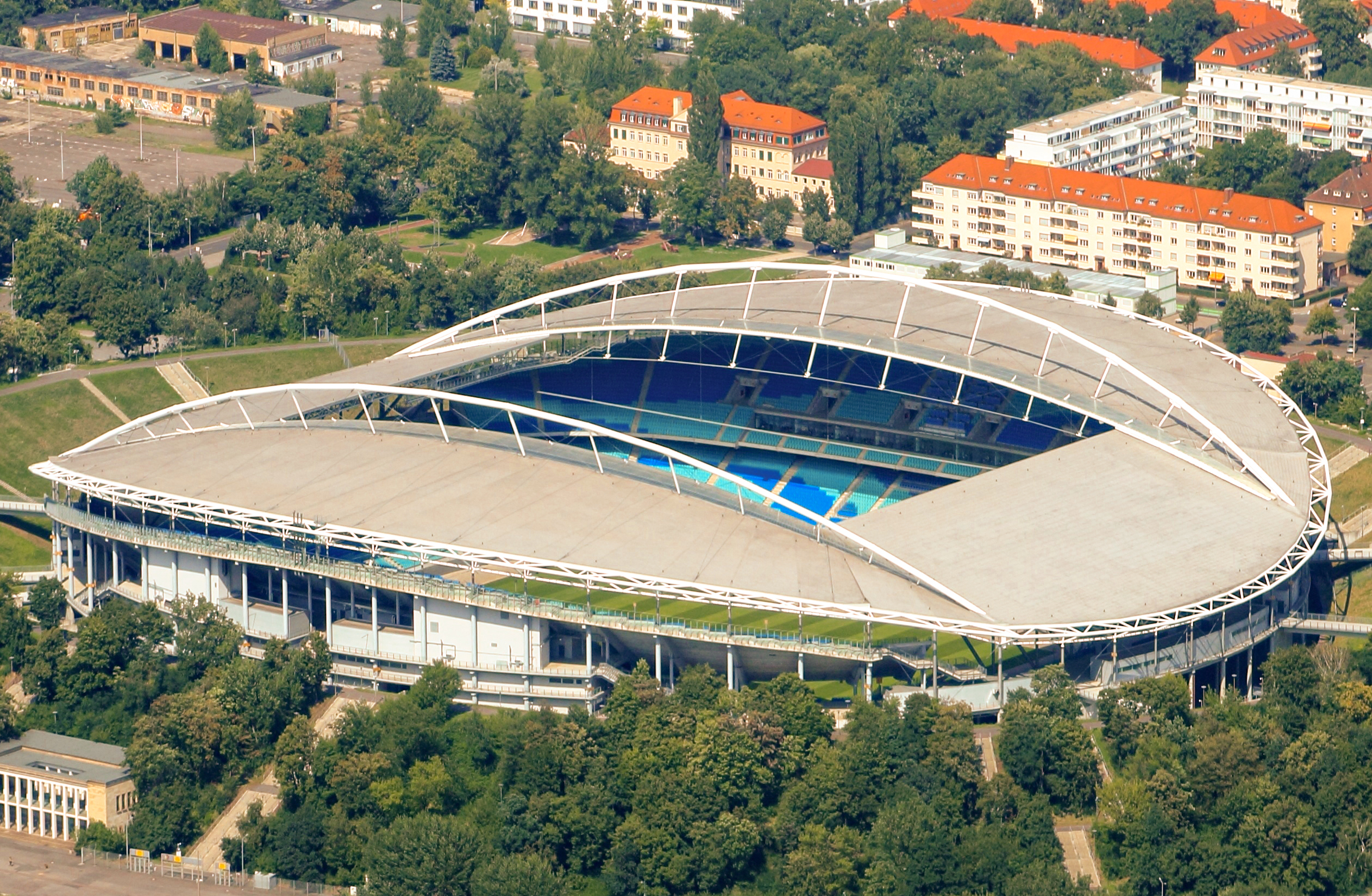
El Red Bull Arena

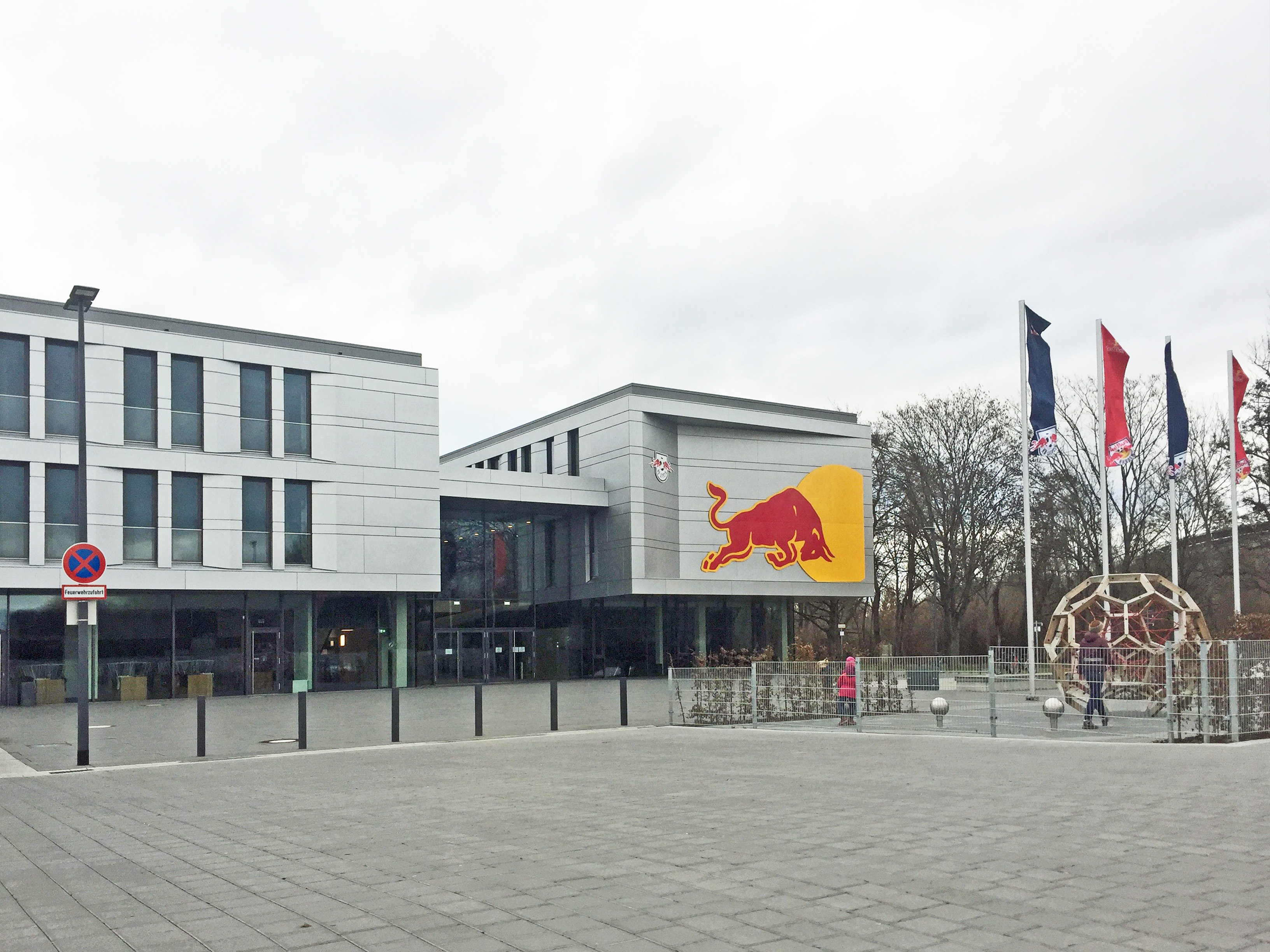
La ciutat esportiva del RB Leipzig a Cottaweg

El club fou creat per l'empresa Red Bull GmbH, que l'any 2009 comprà el club SSV Markranstädt, un club amateur d'una vila a 13 km de Leipzig. Com que no podien utilitzar el nom de l'empresa per les lleis de patrocini, la directiva va prendre la paraula RasenBallsport (en català, "esport de pilota sobre gespa"), les sigles de la qual "RB" són les mateixes que les corporatives. D'aquesta manera, el RasenBallsport Leipzig va ser fundat el 19 de maig de 2009. A més, el RB Leipzig assumia la gestió del Zentralstadion, reanomenat com a Red Bull Arena. Després d'una gran inversió, el club anà ascendint de categoria fins a arribar a la Bundesliga i a competicions europees, complint així el seu objectiu fundacional en els terminis previstos.
En la seva temporada de debut a la Bundesliga 2016-17, el RB Leipzig va donar la sorpresa i va finalitzar en segon lloc, per darrere del FC Bayern de Múnic, amb un plantilla en què van destacar jugadors com Naby Keïta i el golejador Timo Werner. L'equip va obtenir la classificació per a la Lliga de Campions de la UEFA.
A la Lliga de Campions de la UEFA 2019-20, realitzen una campanya històrica per a un equip creat tan recentment, arribant fins semifinals per primera vegada en la seva història al derrotar a vuitens de final al Tottenham i a quarts de final a l'Atlètic de Madrid. La competició es realitzà des quarts de final de forma atípica, jugant en camp neutral i a partit únic sense espectadors, a causa de la pandèmia per coronavirus. L'entrenador de l'equip, Julian Nagelsmann, amb 33 anys, es convertí en el tècnic més jove que mai hagi jugat unes semifinals de Lliga de Campions.

## Clubs vinculats
El RB Leipzig forma part d'una organització que agrupa tots els equips de futbol controlats per Red Bull GmbH. Els equips amb els quals pot compartir jugadors són el Red Bull Salzburg (Àustria), New York Red Bulls (Estats Units) i Red Bull Brasil (Campinas, Brasil).

## Plantilla 2024-25
A 3 febrer 2025
| N. | Pos. | Nac. | Jugador                                     |
| -- | ---- | --- | ------------------------------------------- |
| 1  | POR  | [[Fitxer:Flag of Hungary.svg\|23x15px\|border \|alt=Hongria\|link=Selecció de futbol d'Hongria\|{{#if:\|]]                        | Péter Gulácsi                               |
| 3  | DEF  | [[Fitxer:Flag of the Netherlands.svg\|23x15px\|border \|alt=Països Baixos\|link=Selecció de futbol dels Països Baixos\|{{#if:\|]] | Lutsharel Geertruida                        |
| 4  | DEF  | [[Fitxer:Flag of Hungary.svg\|23x15px\|border \|alt=Hongria\|link=Selecció de futbol d'Hongria\|{{#if:\|]]                        | Willi Orbán (capità)                        |
| 5  | DEF  | [[Fitxer:Flag of France (1794–1815, 1830–1974).svg\|23x15px\|border \|alt=França\|link=Selecció de futbol de França\|{{#if:\|]]   | El Chadaille Bitshiabu                      |
| 7  | MIG  | [[Fitxer:Flag of Norway.svg\|23x15px\|border \|alt=Noruega\|link=Selecció de futbol de Noruega\|{{#if:\|]]                        | Antonio Nusa                                |
| 8  | MIG  | [[Fitxer:Flag of Mali.svg\|23x15px\|border \|alt=Mali\|link=Selecció de futbol de Mali\|{{#if:\|]]                                | Amadou Haidara                              |
| 9  | DAV  | [[Fitxer:Flag of Denmark.svg\|23x15px\|border \|alt=Dinamarca\|link=Selecció de futbol de Dinamarca\|{{#if:\|]]                   | Yussuf Poulsen                              |
| 10 | DAV  | [[Fitxer:Flag of the Netherlands.svg\|23x15px\|border \|alt=Països Baixos\|link=Selecció de futbol dels Països Baixos\|{{#if:\|]] | Xavi Simons                                 |
| 11 | DAV  | [[Fitxer:Flag of Belgium (civil).svg\|23x15px\|border \|alt=Bèlgica\|link=Selecció de futbol de Bèlgica\|{{#if:\|]]               | Loïs Openda                                 |
| 13 | MIG  | [[Fitxer:Flag of Austria.svg\|23x15px\|border \|alt=Àustria\|link=Selecció de futbol d'Àustria\|{{#if:\|]]                        | Nicolas Seiwald                             |
| 14 | MIG  | [[Fitxer:Flag of Austria.svg\|23x15px\|border \|alt=Àustria\|link=Selecció de futbol d'Àustria\|{{#if:\|]]                        | Christoph Baumgartner                       |
| 16 | DEF  | [[Fitxer:Flag of Germany.svg\|23x15px\|border \|alt=Alemanya\|link=Selecció de futbol d'Alemanya\|{{#if:\|]]                      | Lukas Klostermann (3r capità)               |
| 17 | DEF  | [[Fitxer:Flag of Germany.svg\|23x15px\|border \|alt=Alemanya\|link=Selecció de futbol d'Alemanya\|{{#if:\|]]                      | Ridle Baku                                  |
| 18 | MIG  | [[Fitxer:Flag of Belgium (civil).svg\|23x15px\|border \|alt=Bèlgica\|link=Selecció de futbol de Bèlgica\|{{#if:\|]]               | Arthur Vermeeren                            |
| 20 | MIG  | [[Fitxer:Flag of Germany.svg\|23x15px\|border \|alt=Alemanya\|link=Selecció de futbol d'Alemanya\|{{#if:\|]]                      | Assan Ouédraogo                             |
| 21 | DEF  | [[Fitxer:Flag of Serbia.svg\|23x15px\|border \|alt=Sèrbia\|link=Selecció de futbol de Sèrbia\|{{#if:\|]]                          | Kosta Nedeljković (cedit per l'Aston Villa) |

| N. | Pos. | Nac. | Jugador                 |
| -- | ---- | --- | ----------------------- |
| 22 | DEF  | [[Fitxer:Flag of Germany.svg\|23x15px\|border \|alt=Alemanya\|link=Selecció de futbol d'Alemanya\|{{#if:\|]]                    | David Raum              |
| 23 | DEF  | [[Fitxer:Flag of France (1794–1815, 1830–1974).svg\|23x15px\|border \|alt=França\|link=Selecció de futbol de França\|{{#if:\|]] | Castello Lukeba         |
| 24 | MIG  | [[Fitxer:Flag of Austria.svg\|23x15px\|border \|alt=Àustria\|link=Selecció de futbol d'Àustria\|{{#if:\|]]                      | Xaver Schlager          |
| 25 | POR  | [[Fitxer:Flag of Germany.svg\|23x15px\|border \|alt=Alemanya\|link=Selecció de futbol d'Alemanya\|{{#if:\|]]                    | Leopold Zingerle        |
| 26 | POR  | [[Fitxer:Flag of Belgium (civil).svg\|23x15px\|border \|alt=Bèlgica\|link=Selecció de futbol de Bèlgica\|{{#if:\|]]             | Maarten Vandevoordt     |
| 27 | DAV  | [[Fitxer:Flag of France (1794–1815, 1830–1974).svg\|23x15px\|border \|alt=França\|link=Selecció de futbol de França\|{{#if:\|]] | Tidiam Gomis            |
| 29 | DAV  | [[Fitxer:Flag of Germany.svg\|23x15px\|border \|alt=Alemanya\|link=Selecció de futbol d'Alemanya\|{{#if:\|]]                    | Robert Ramsak           |
| 30 | DAV  | [[Fitxer:Flag of Slovenia.svg\|23x15px\|border \|alt=Eslovènia\|link=Selecció de futbol d'Eslovènia\|{{#if:\|]]                 | Benjamin Šeško          |
| 31 | MIG  | [[Fitxer:Flag of Germany.svg\|23x15px\|border \|alt=Alemanya\|link=Selecció de futbol d'Alemanya\|{{#if:\|]]                    | Faik Sakar              |
| 33 | POR  | [[Fitxer:Flag of Germany.svg\|23x15px\|border \|alt=Alemanya\|link=Selecció de futbol d'Alemanya\|{{#if:\|]]                    | Fernando Dickes         |
| 39 | DEF  | [[Fitxer:Flag of Germany.svg\|23x15px\|border \|alt=Alemanya\|link=Selecció de futbol d'Alemanya\|{{#if:\|]]                    | Benjamin Henrichs       |
| 43 | DEF  | [[Fitxer:Flag of Germany.svg\|23x15px\|border \|alt=Alemanya\|link=Selecció de futbol d'Alemanya\|{{#if:\|]]                    | Leon Koß                |
| 44 | MIG  | [[Fitxer:Flag of Slovenia.svg\|23x15px\|border \|alt=Eslovènia\|link=Selecció de futbol d'Eslovènia\|{{#if:\|]]                 | Kevin Kampl (2n capità) |
| 47 | MIG  | [[Fitxer:Flag of Germany.svg\|23x15px\|border \|alt=Alemanya\|link=Selecció de futbol d'Alemanya\|{{#if:\|]]                    | Viggo Gebel             |
| 48 | DEF  | [[Fitxer:Flag of Germany.svg\|23x15px\|border \|alt=Alemanya\|link=Selecció de futbol d'Alemanya\|{{#if:\|]]                    | Lionel Voufack          |

## Palmarès
- 2 Copes alemanyes:
  - 2021-22, 2022-23
- 1 Supercopa alemanya:
  - 2023
- 1 Regionalliga Nordost (IV):
  - 2012-13
- 2 NOFV-Oberliga Süd (V):
  - 2009-10, 2014-15‡
- 1 Sachsenliga (VI):
  - 2013-14‡
- 2 Bezirksliga Leipzig (VII):
  - 2009-10‡, 2010-11‡
- 2 Copes de Saxònia: 
  - 2010-11, 2012-13

‡ Equip reserva